# Одинцово
Одинцово (на руски: Одинцо́во) е град в Русия, административен център на Одинцовски район, Московска област. Населението му през 2018 година е 140 537 души.

## История
Село Одинцово е известно от 1470 г. Името си селото получава от прозвището на болярина на великия княз Дмитрий Донски - одинец Андрей Домотканов, на когото през последната четвърт на 14 век е дадено имение на 19 версти западно от Москва. Със статут на град е от 1957 г.